# CC3握把及導軌系統
CC3握把及導軌系統（CC3 Grip & Rail System）是由以色列輕武器工程師塔米爾·博納特（Tamir Porat，IMI TAR-21突擊步槍的設計者）設計與生產、美国恢復戰術公司公司（Recover Tactical）銷售、專為全尺寸M1911手槍系列設計的戰術握把套件。其設計目的是在不對M1911手槍作任何改動的情況以下，就可藉由MIL-STD-1913戰術導軌安裝戰術燈、雷射瞄準器等附件。即是讓原來沒有下掛戰術附件能力的手槍轉變為具有戰術導軌，以方便近距離作戰，並能提高該槍的時尚感與人體工學。

## 概述
CC3握把及導軌系統由高等級、輕量化，與玻璃钢強化聚合物所製造。採用左右對稱的兩片式設計，每片護板的前部下方均設有導軌齒，將兩片護板組合在一起便構成完整的MIL-STD-1913戰術導軌。該套件隨其附帶兩顆螺絲，安裝時將其用以取代M1911手槍以上原來的握把側板以後，再將兩顆附加螺絲分別擰入位於套件前方及扳機護環前方的兩個螺絲孔中就正式組裝完成。
該套件有黑色、橄榄绿（軍綠色）、沙色和粉紅色四種顏色可選，安裝在M1911手槍上非常簡單實用。而且生產商還針對安裝該握把及導軌系統的M1911手槍生產對應的槍套。生產商表示可在3分鐘以內，無需槍匠協助就完成其安裝，亦無需作不可逆的永久性修改。
CC3握把及導軌系統還有兩個版本：CC3H型和CC3P型。前者是包覆握把前部的整體式握把，而後者無需包覆握把前部並具有底部可互換式握把側板（可在黑色與幻影灰色之間互換）。

## 外部連結
- （英文）—Official Website—
  - CC3H Grip and Rail System for the 1911（页面存档备份，存于）
  - CC3P Grip and Rail System for the 1911（页面存档备份，存于）
- （英文）—The Firearm Blog.com－
  - Recover Tactical CC3 1911 Grip（页面存档备份，存于）
  - Recover CC3 Grip & Rail System Now Shipping（页面存档备份，存于）
  - Review: Recover Tactical CC3H Grip and HC11 Holster（页面存档备份，存于）
  - Review: ReCover Tactical 1911 Grips（页面存档备份，存于）
- （英文）—The Truth About Guns.com－
  - New from Recover Tactical: CC3 1911 Grip And Rail（页面存档备份，存于）
  - Gear Review: Recover Tactical CC3H Grip and HC11 Holster（页面存档备份，存于）
- （英文）—Tactical Life.com—Recover Tactical CC3 1911 Grip and Rail Adaptor | New Product（页面存档备份，存于）
- （英文）—Personal Defense World.com—20 Aftermarket Grip Panels For Your 1911 Pistol（页面存档备份，存于）